# Niszczyk liściastodrzewny

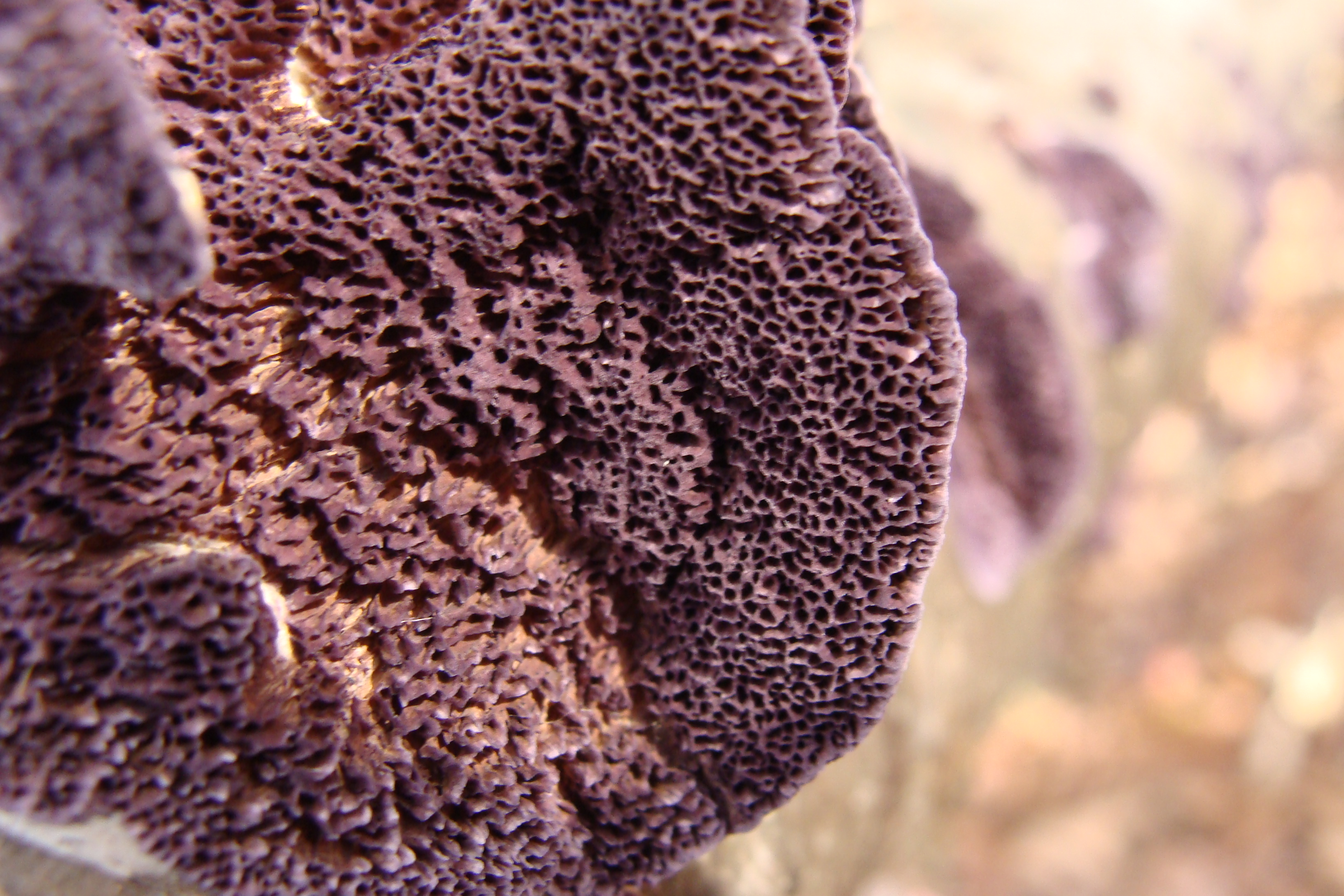
Hymenofor

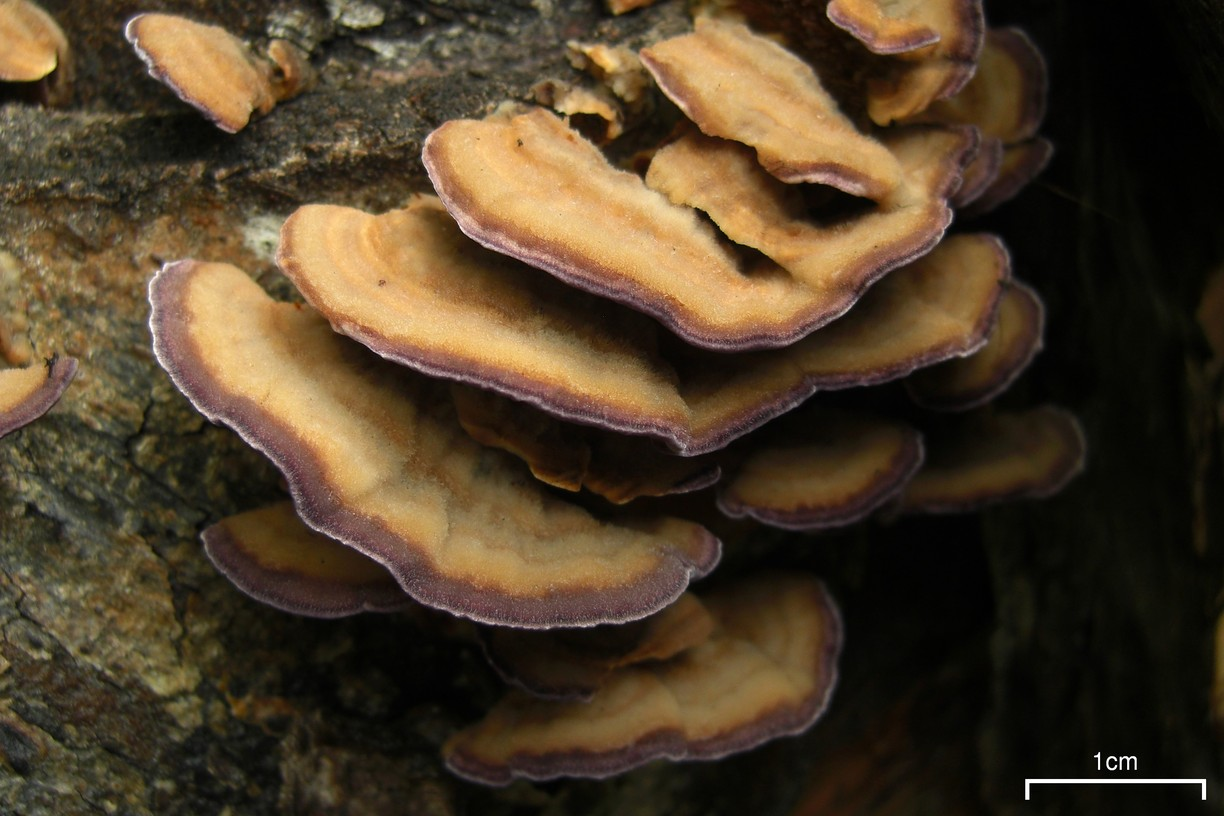

Niszczyk liściastodrzewny (Trichaptum biforme (Fr.) Ryvarden) – gatunek grzybów z rzędu szczeciniakowców (Hymenochaetales).

## Systematyka i nazewnictwo
Pozycja w klasyfikacji według Index Fungorum: Trichaptum, Incertae sedis, Hymenochaetales, Agaricomycetidae, Agaricomycetes, Agaricomycotina, Basidiomycota, Fungi.
Po raz pierwszy opisał go w 1833 r. Elias Fries, nadając mu nazwę Polyporus biformis. Obecną nazwę nadał mu Leif Ryvarden w 1972 r.
Ma około 70 synonimów. Niektóre z nich:
- Coriolus pergamenus (Fr.) G. Cunn. 1950
- Hirschioporus elongatus (Berk.) Teng 1963
- Hirschioporus pergamenus (Fr.) Bondartsev & Singer 1941
- Trichaptum pergamenum (Fr.) G. Cunn. 1965[2].

Franciszek Błoński w 1889 r. nadał mu polską nazwę żagiew zwodnicza, Stanisław Domański w 1967 r. niszczyk pergaminowy, a Władysław Wojewoda w 2003 r. zarekomendował nazwę niszczyk liściastodrzewny.

## Morfologia
Owocniki
Siedzące (bez trzonu), o średnicy do 6 cm średnicy i grubości do 3 mm, mniej lub bardziej półokrągłe, nieregularnie kopytkowate lub nerkowate, czasami rozpostarto-odgięte. Powierzchnia owłosiona, drobno owłosiona lub dość gładka, ze strefami o barwie białawej do szarawo-białej. Brzeg miejscami blado liliowy. Owocniki zwykle w dużych i gęstych, dachówkowato ułożonych skupiskach. Hymenofor rurkowaty. Pory w liczbie 3–5 na mm, o barwie od fioletowej do liliowej, najsilniej wybarwione przy brzegu, z wiekiem blaknące do płowych lub brązowawych, w miarę dorzewania przekształcające się w zęby lub kolce. Nie sinieją po dotknięciu. Miąższ białawy, twardy i skórzasty, w reakcji z KOH ujemny do bladożółtego.
Cechy mikroskopowe
System strzępkowy dimityczny. Zarodniki 6–8 × 2–2,5 µm, gładkie, cylindryczne do lekko kiełbaskowatych, w KOH szkliste, nieamyloidalne. Cystydy liczne, o wymiarach do 35 × 5 µm, z inkrustowanymi wierzchołkami, mniej lub bardziej wrzecionowate.
Gatunki podobne
- niszczyk ząbkowaty (Trichaptum fuscoviolaceum), występujący na drewnie drzew iglastych, różni się też blaszkowato-ząbkowatym hymenoforem[5].
- niszczyk iglastodrzewny (Trichaptum biforme) tworzący jasnożółte, żółtobrązowe, rzadko fioletowawe i bardzo małe owocniki o rurkowatym hymenoforze, również przyrastające bokiem, ale rosnące tylko na drzewach iglastych[5][6].
- skórowiec fioletowawy (Veluticeps abietina). Ma podobną barwę, ale rośnie na drzewach iglastych, odróżnia się też hymenoforem[5].

## Występowanie i siedlisko
Gatunek kosmopolityczny, występujący na wielu wyspach i wszystkich kontynentach poza Antarktydą. W. Wojewoda w zestawieniu wielkoowocnikowych grzybów podstawkowych Polski w 2003 r. przytoczył liczne stanowiska, ale według niego jest to w Polsce gatunek rzadki. Znajduje się na Czerwonej liście roślin i grzybów Polski. Ma status R – gatunek rzadki, o ograniczonym zasięgu geograficznm, o małych obszarach siedliskowych lub też występujący na rozległym obszarze, ale w dużym rozproszeniu. Najbardziej aktualne stanowiska podaje internetowy atlas grzybów.
Jest to grzyb saprotroficzny, huba, która rozkłada pniaki i kłody drzew okrytonasiennych. Występuje w lasach liściastych, mieszanych i w parkach, na leżącym na ziemi martwym drewnie drzew liściastych. Podano jego występowanie na około 65 gatunkach drzew.